# کشیشتف کلبرگر
کشیشتف کُلبرگر (لهستانی: Krzysztof Kolberger؛   ‏ تلفظ نام‌کوچک لهستانی: [ˈkʂɨʂtɔf]؛ ‏ ۱۳ اوت ۱۹۵۰ – ۷ ژانویهٔ ۲۰۱۱) بازیگر و کارگردان تئاتر اهل لهستان بود. وی بین سال‌های ۱۹۷۴ تا ۲۰۰۸ میلادی فعالیت می‌کرد. دختر و همسر پیشین وی نیز بازیگر هستند.
از فیلم‌های او می‌توان به کورن‌بلومن‌بلائو،شر کمتر، در بادیه و بیابان، سرگذشت استاد تواردوفسکی، در روز روشن، فرار، واپسین حلقه، پان تادئوش و قرارداد اشاره کرد.